# Džalgáv
Džalgáv (maráthsky जळगाव) je město v Maháráštře, jednom z indických svazových států. K roku 2011 v něm žilo přes 460 tisíc obyvatel.

## Poloha
Džalgáv leží v povodí Táptí na severním okraji Dekánské plošiny. Od Bombaje je vzdálen přibližně 250 kilometrů západně.
Město má spojení po hlavních železničních tratích do Bombaje, Nágpuru a Dillí.

## Dějiny
Až do 19. století byl Džalgáv poměrně nevýznamný, ale pak se stal s více než 400 tkalcovskými stavy významným střediskem zpracování bavlny.
Ve městě chodila do školy  pozdější prezidentka Indie Pratibha Pátilová, která se narodila v džalgávském okrese.